# Канищев, Дмитрий Иванович
Дмитрий Иванович Канищев (1926—1945) — старший сержант Рабоче-крестьянской Красной Армии, участник Великой Отечественной войны, Герой Советского Союза (1945).

## Биография
Дмитрий Канищев родился в 1926 году на хуторе Водопадский (ныне — Предгорный район Ставропольского края). После окончания семи классов школы работал в колхозе. В 1944 году Канищев был призван на службу в Рабоче-крестьянскую Красную Армию. С сентября того же года — на фронтах Великой Отечественной войны. К январю 1945 года старший сержант Дмитрий Канищев командовал отделением 1176-го стрелкового полка 350-й стрелковой дивизии 13-й армии 1-го Украинского фронта. Отличился во время форсирования Одера.
28 января 1945 года Канищев участвовал в наведении переправы через Одер в районе городе Штейнау (ныне — Сцинава). Несмотря на массированный вражеский огонь, переправа была наведена в срок, после чего отделение Канищева одним из первых перешло на западный берег реки, где его продвижение было остановлено замаскированным немецким пулемётом. Канищев двумя гранатами уничтожил его, но и сам был убит выстрелом немецкого снайпера. Похоронен в двадцати километрах к северо-западу от города Легница.
Указом Президиума Верховного Совета СССР от 10 апреля 1945 года за «мужество, отвагу и героизм, проявленные в борьбе с немецкими захватчиками», старший сержант Дмитрий Канищев посмертно был удостоен высокого звания Героя Советского Союза. Также был награждён орденом Ленина.
В честь Канищева названы улица и школа № 10 в селе Юца, где в колхозе до войны он работал.